# Saint-Ambroix (Cher)
Pour les articles homonymes, voir Saint-Ambroix.
Saint-Ambroix est une commune française située dans le département du Cher, en région Centre-Val de Loire.

## Géographie
La commune est arrosée par la rivière Arnon.
Le territoire communal est traversé par le sentier de grande randonnée de pays de la Champagne berrichonne.

### Transports
Le territoire communal est desservi par la ligne 2 du réseau TIGR.

### Climat
Pour des articles plus généraux, voir Climat du Centre-Val de Loire et Climat du Cher.
En 2010, le climat de la commune est de type climat océanique dégradé des plaines du Centre et du Nord, selon une étude du CNRS s'appuyant sur une série de données couvrant la période 1971-2000. En 2020, Météo-France publie une typologie des climats de la France métropolitaine dans laquelle la commune est exposée à un climat océanique altéré et est dans la région climatique  Centre et contreforts nord du Massif Central, caractérisée par un air sec en été et un bon ensoleillement. 
Pour la période 1971-2000, la température annuelle moyenne est de 11,4 °C, avec une amplitude thermique annuelle de 15,8 °C. Le cumul annuel moyen de précipitations est de 746 mm, avec 11,6 jours de précipitations en janvier et 7 jours en juillet. Pour la période 1991-2020, la température moyenne annuelle observée sur la station météorologique la plus proche, située sur la commune de Lignières à 20 km à vol d'oiseau, est de 12,2 °C et le cumul annuel moyen de précipitations est de 774,6 mm,. Pour l'avenir, les paramètres climatiques de la commune estimés pour 2050 selon différents scénarios d'émission de gaz à effet de serre sont consultables sur un site dédié publié par Météo-France en novembre 2022.

## Urbanisme

### Typologie
Au 1er janvier 2024, Saint-Ambroix est catégorisée commune rurale à habitat dispersé, selon la nouvelle grille communale de densité à 7 niveaux définie par l'Insee en 2022.
Elle est située hors unité urbaine. Par ailleurs la commune fait partie de l'aire d'attraction d'Issoudun, dont elle est une commune de la couronne,. Cette aire, qui regroupe 20 communes, est catégorisée dans les aires de moins de 50 000 habitants,.

### Occupation des sols
L'occupation des sols de la commune, telle qu'elle ressort de la base de données européenne d’occupation biophysique des sols Corine Land Cover (CLC), est marquée par l'importance des territoires agricoles (99,1 % en 2018), une proportion identique à celle de 1990 (99,1 %). La répartition détaillée en 2018 est la suivante : 
terres arables (94,8 %), zones agricoles hétérogènes (3 %), prairies (1,3 %), zones urbanisées (0,9 %).
L'évolution de l’occupation des sols de la commune et de ses infrastructures peut être observée sur les différentes représentations cartographiques du territoire : la carte de Cassini (XVIIIe siècle), la carte d'état-major (1820-1866) et les cartes ou photos aériennes de l'IGN pour la période actuelle (1950 à aujourd'hui).

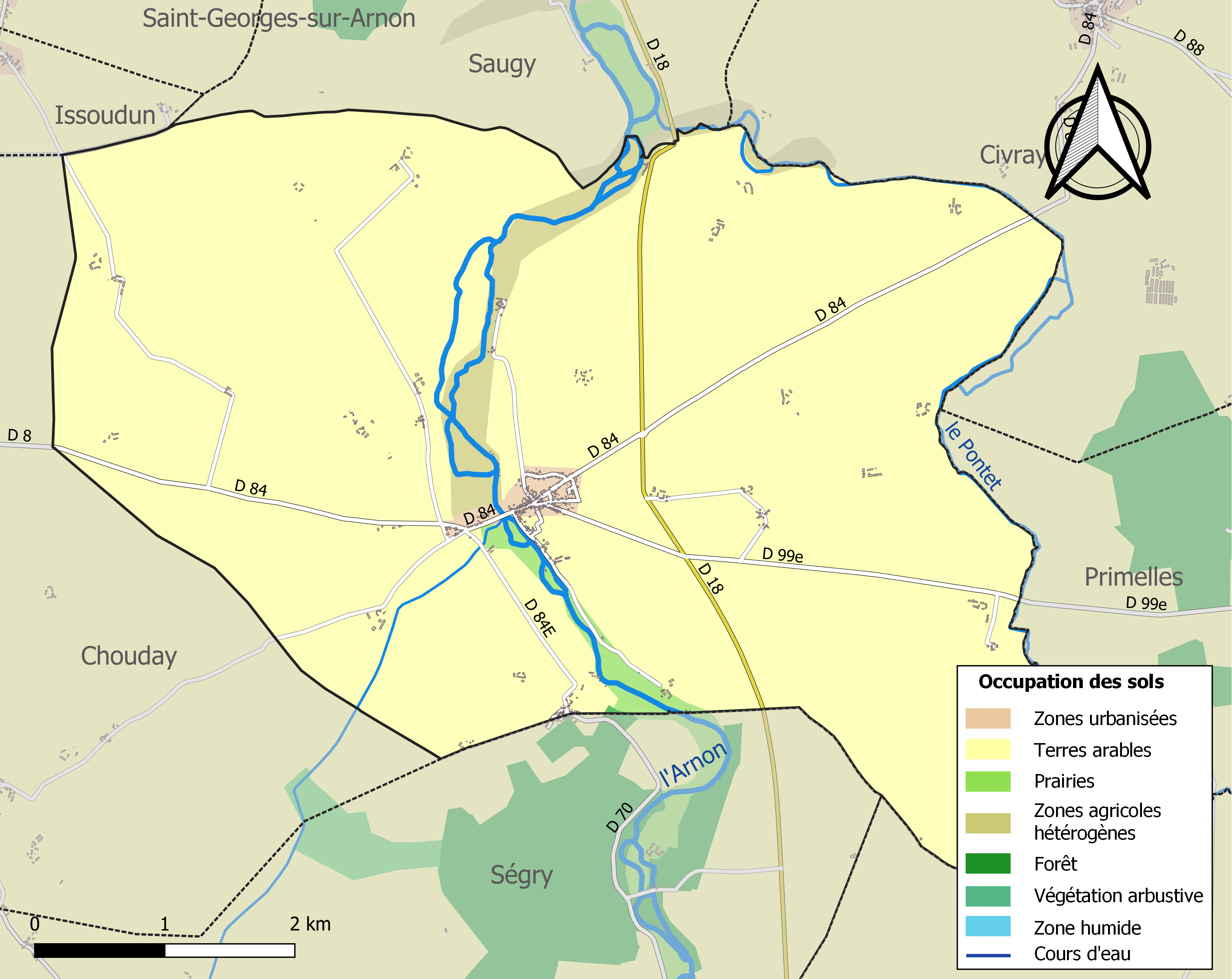
Carte des infrastructures et de l'occupation des sols de la commune en 2018 (CLC).

### Risques majeurs
Le territoire de la commune de Saint-Ambroix est vulnérable à différents aléas naturels : météorologiques (tempête, orage, neige, grand froid, canicule ou sécheresse), inondations, mouvements de terrains et séisme (sismicité faible). Un site publié par le BRGM permet d'évaluer simplement et rapidement les risques d'un bien localisé soit par son adresse soit par le numéro de sa parcelle.
Certaines parties du territoire communal sont susceptibles d’être affectées par le risque d’inondation par débordement de cours d'eau, notamment l'Arnon et le Pontet. La commune a été reconnue en état de catastrophe naturelle au titre des dommages causés par les inondations et coulées de boue survenues en 1982, 1999, 2001 et 2016,.

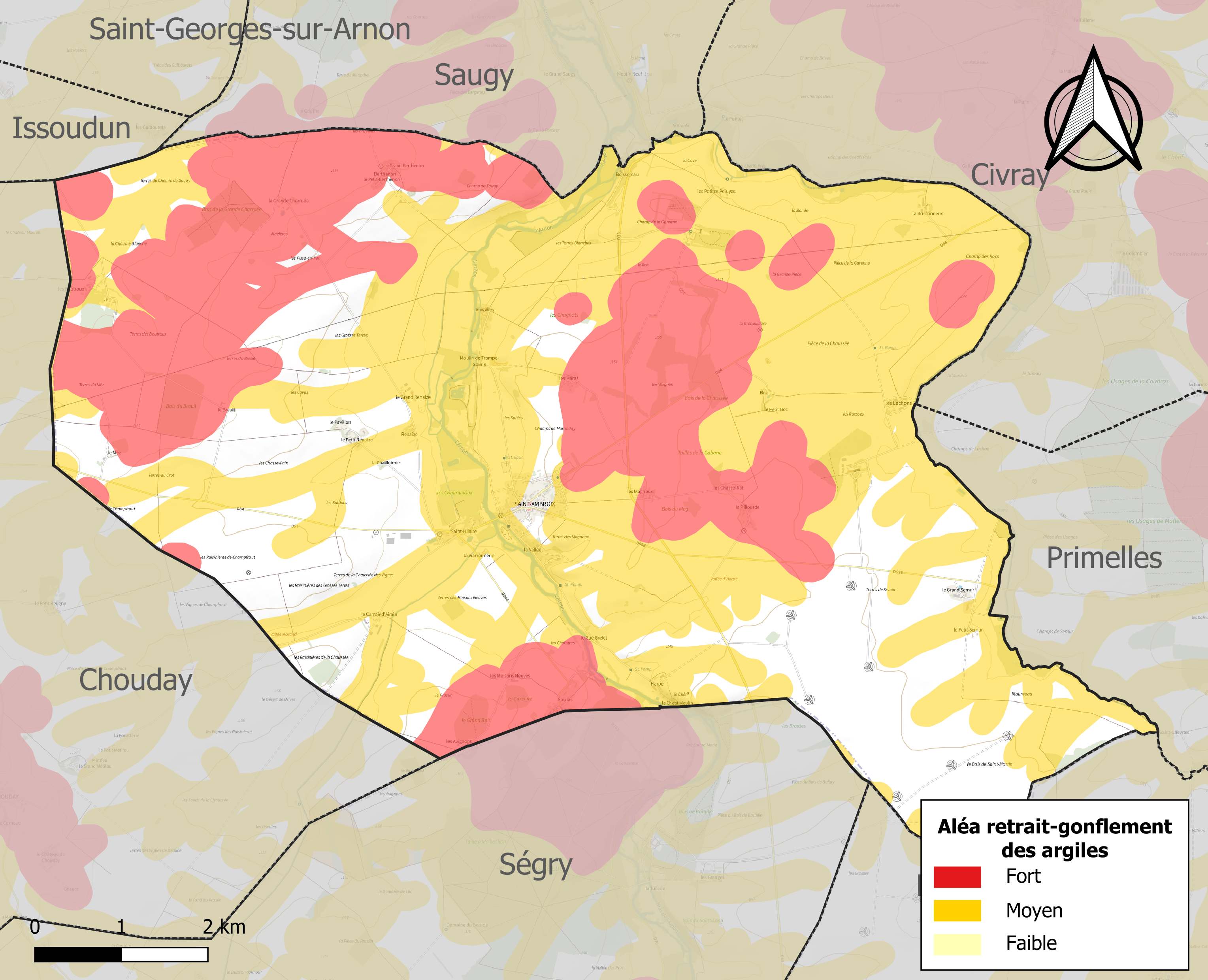
Carte des zones d'aléa retrait-gonflement des sols argileux de Saint-Ambroix.

La commune est vulnérable au risque de mouvements de terrains constitué principalement du retrait-gonflement des sols argileux. Cet aléa est susceptible d'engendrer des dommages importants aux bâtiments en cas d’alternance de périodes de sécheresse et de pluie. 77,6 % de la superficie communale est en aléa moyen ou fort (90 % au niveau départemental et 48,5 % au niveau national). Sur les 226 bâtiments dénombrés sur la commune en 2019, 171 sont en aléa moyen ou fort, soit 76 %, à comparer aux 83 % au niveau départemental et 54 % au niveau national. Une cartographie de l'exposition du territoire national au retrait gonflement des sols argileux est disponible sur le site du BRGM,.
Concernant les mouvements de terrains, la commune a été reconnue en état de catastrophe naturelle au titre des dommages causés par la sécheresse en 2019 et par des mouvements de terrain en 1999.

## Histoire
Le village de Saint-Ambroix était un vicus romain signalé sous la dénomination d'Ernodurum dans l’itinéraire d’Antonin sur la voie de Lugdunum (Lyon) à Mediolanum Santonum (Saintes). Cette agglomération secondaire est fondée en 40 - 42 ap. J.-C.. Le pôle urbain se déploie alors sur une superficie d'environ 20 hectares, au sein de la plaine de l'Arnon — affluent du Cher —, lequel le borne dans sa partie orientale. Par ailleurs, le ruisseau du Praslin forme la frontière sud du site antique. Globalement d'apparence étirée, Ernodurum chevauche l'axe de communication dit «Chaussée de César», la route antique courant d'Avaricum à Argentomagus et celle reliant Mediolanum à Cæsarodunum. Le centre historique d'Ernodurum est formé par l'intersection de ces deux axes routiers et de la rivière de l'Arnon,.
Les fouilles archéologiques d'Alain Leday et de Bernard Bertin ont mis en évidence une construction probablement cultuelle de 50 mètres sur 20 mètres, une nécropole de taille imposante située sur le lieu-dit du «Carroir», le long de la rive gauche de l'Arnon, de nombreux emplacements de logements civils et plusieurs villæ disséminées à la périphérie du complexe urbain. En outre, une vue aérienne d'Ernodurum réalisée par Jean Holmgren a révélé la présence d'un dépôt de taille importante doté d'une longueur de 100 mètres, pour une largeur de 30 mètres,.
Quarante-et-une stèles gallo-romaines en calcaire des IIe et IIIe siècles ont été mises au jour entre 1861 et 1921 et sont aujourd'hui dispersées dans les musées de Bourges, Châteauroux et Saint-Germain-en-Laye.
Ambroix ou Ambroise, évêque de Cahors au VIIIe siècle, devint ermite et se retira dans une grotte du bourg d’Ernotrum (ou Ernodurum), situé sur les bords de l’Arnon. Ambroix mourut au VIIIe siècle. Le bourg changea alors de nom et prit celui de Saint-Ambroix.
La communauté de Saint-Ambroix est en crise démographique au début du XVIIIe siècle, puisqu’elle passe de 82 feux en 1709 à 78 en 1726. L’hiver de 1709-1710 notamment cause de nombreuses pertes, ainsi que la grande canicule de 1719 qui tua beaucoup par dysenterie.

## Politique et administration
| Période                                  | Période   | Identité       | Étiquette | Qualité |
| ---------------------------------------- | --------- | -------------- | --------- | ------- |
| mars 2014                                | En cours  | Johann Trumeau | SE        |         |
| mars 2008                                | mars 2014 | Gérard Deve    |           |         |
| mars 2001                                | mars 2008 | Pierre Chenot  | PS        |         |
| Les données manquantes sont à compléter. |           |                |           |         |

## Démographie
L'évolution du nombre d'habitants est connue à travers les recensements de la population effectués dans la commune depuis 1793. Pour les communes de moins de 10 000 habitants, une enquête de recensement portant sur toute la population est réalisée tous les cinq ans, les populations de référence des années intermédiaires étant quant à elles estimées par interpolation ou extrapolation. Pour la commune, le premier recensement exhaustif entrant dans le cadre du nouveau dispositif a été réalisé en 2005.

En 2022, la commune comptait 375 habitants, en évolution de +1,63 % par rapport à 2016 (Cher : −2,48 %, France hors Mayotte : +2,11 %).
| 1793 | 1800 | 1806 | 1821 | 1831 | 1836 | 1841 | 1846 | 1851  |
| ---- | ---- | ---- | ---- | ---- | ---- | ---- | ---- | ----- |
| 680  | 644  | 652  | 815  | 901  | 950  | 956  | 928  | 1 043 |

| 1856  | 1861 | 1866 | 1872 | 1876 | 1881 | 1886 | 1891 | 1896 |
| ----- | ---- | ---- | ---- | ---- | ---- | ---- | ---- | ---- |
| 1 006 | 970  | 994  | 907  | 938  | 894  | 930  | 847  | 848  |

| 1901 | 1906 | 1911 | 1921 | 1926 | 1931 | 1936 | 1946 | 1954 |
| ---- | ---- | ---- | ---- | ---- | ---- | ---- | ---- | ---- |
| 828  | 820  | 828  | 748  | 762  | 671  | 650  | 629  | 542  |

| 1962 | 1968 | 1975 | 1982 | 1990 | 1999 | 2005 | 2006 | 2010 |
| ---- | ---- | ---- | ---- | ---- | ---- | ---- | ---- | ---- |
| 524  | 496  | 409  | 406  | 386  | 374  | 399  | 392  | 411  |

| 2015 | 2020 | 2022 | - | - | - | - | - | - |
| ---- | ---- | ---- | - | - | - | - | - | - |
| 374  | 374  | 375  | - | - | - | - | - | - |

## Économie
La culture de la lentille verte du Berry est présente dans la commune.

## Culture locale et patrimoine

### Lieux et monuments
- L'église Saint-Loup[29] daterait du XIIe siècle et la chapelle à droite du chœur du XVe siècle. L'aspect extérieur de l'église n'a pas été modifié depuis 1885. L'édifice ne possédait pas antérieurement le fronton d'entrée ajouté au XXe siècle, mais était entouré d'un cimetière. Des sculptures servent de terminaisons basses aux travées ainsi qu'une clef de voûte, composée d'un écusson et d'un collier d'ordre tenu par deux griffons. La chapelle du XVe siècle comporte une fenêtre à meneaux. Selon Charles Cartier-Saint-René (1752-1822), contrôleur ordinaire des guerres, puis sixième et dernier député du Cher à l'Assemblée législative, l'église était dotée d'une cloche sur laquelle était inscrit : Deum laudo, vivos voco, mortus lugeo. Marraine et parrain Delle S ….. et messire de Bagnoux capitaine du chasteau et grosse tour d'Yssoudun. Chapuzet lieutenant des terres de Mareuil, la Croizette, Saint Ambroix, etc. Louis PROvr St Dic L Roucet 1688 J Gourru.

### Personnalités liées à la commune
- Louis-René des Forêts, écrivain (1916 - 2000), a vécu aux Pluyes (source : Œuvres complètes, Quarto Gallimard)
- Denise Péricard-Méa, médiéviste, y est née en 1937.

### Héraldique
| Blason de Saint-Ambroix | Blason  | De sinople à trois pièces de monnaie antiques d'or, au chef cousu de gueules chargé d'une crosse d'or mouvant du trait de partition adextrée de la lettre S et senestrée de la lettre A, le tout d'or. DeviseErnodurum (Passage sur l'Arnon). |
| Blason de Saint-Ambroix | Détails | Le statut officiel du blason reste à déterminer. |